# Szabó László (szobrász, 1917–1984)

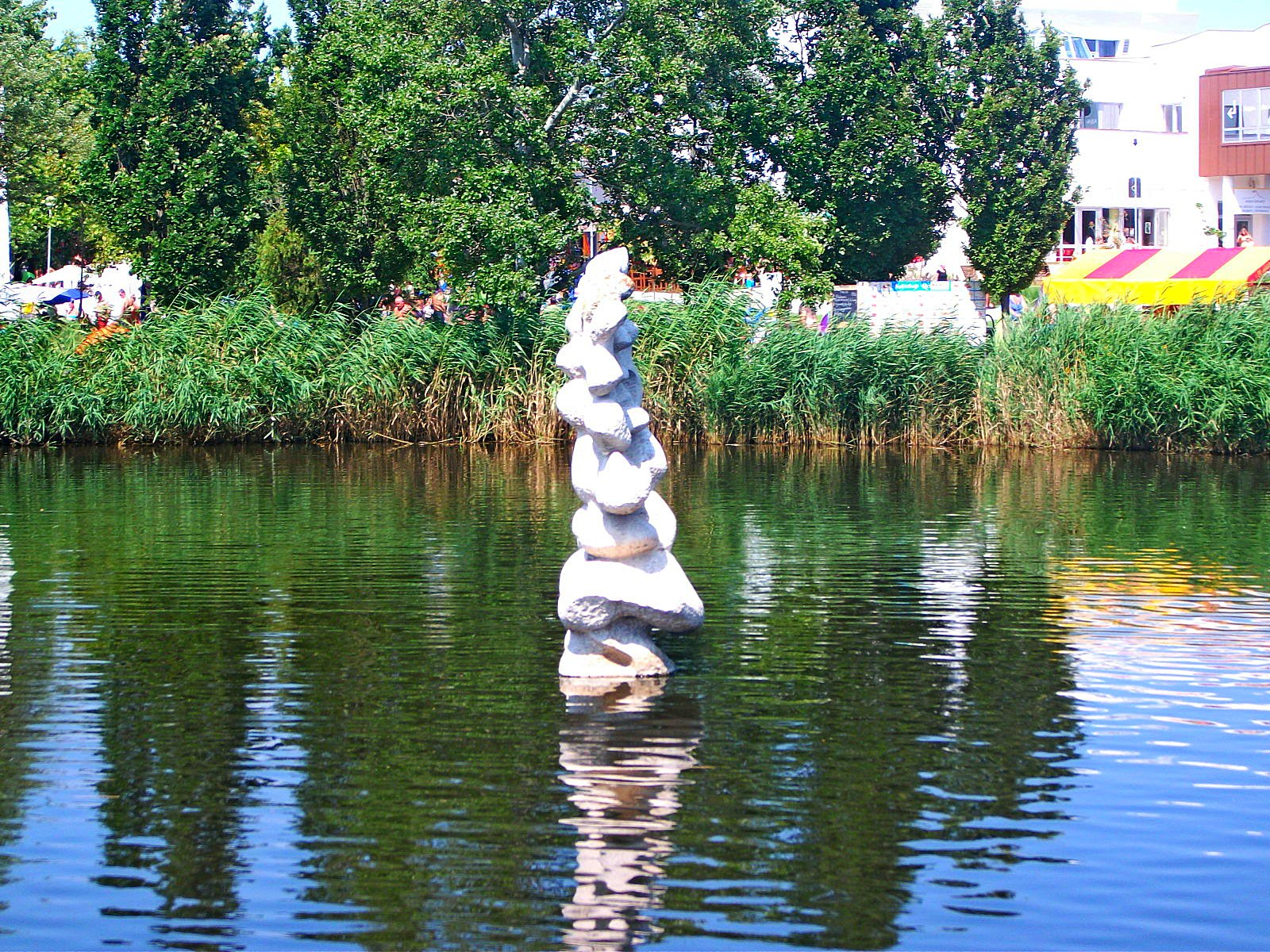
„Napisten” nevet viselő szobra a hajdúszoboszlói gyógyfürdő Csónakázótaván. A szobor 1972-ben lett felállítva.

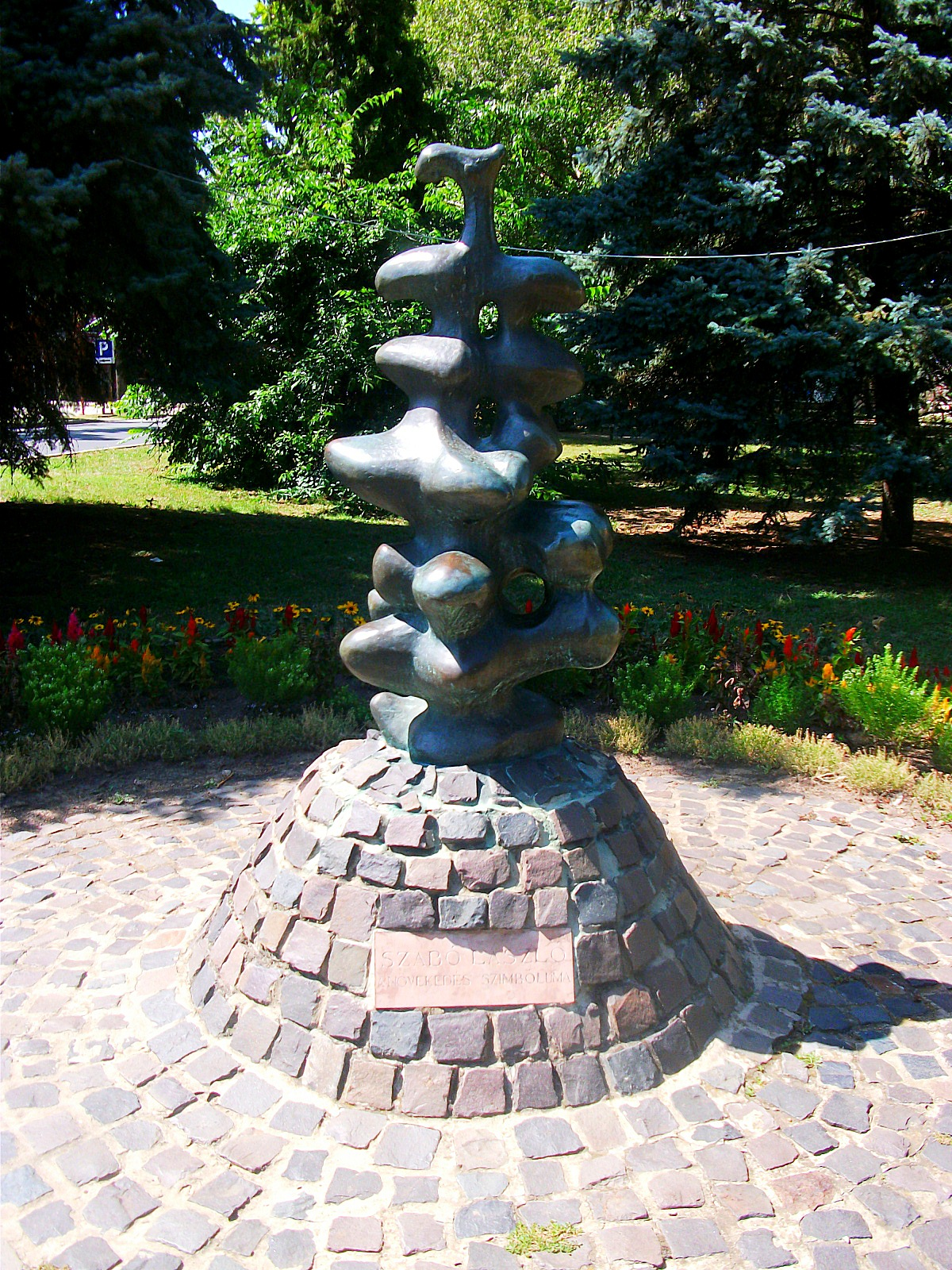
„A növekedés szimbóluma” 1992-ben lett felállítva Hajdúszoboszlón

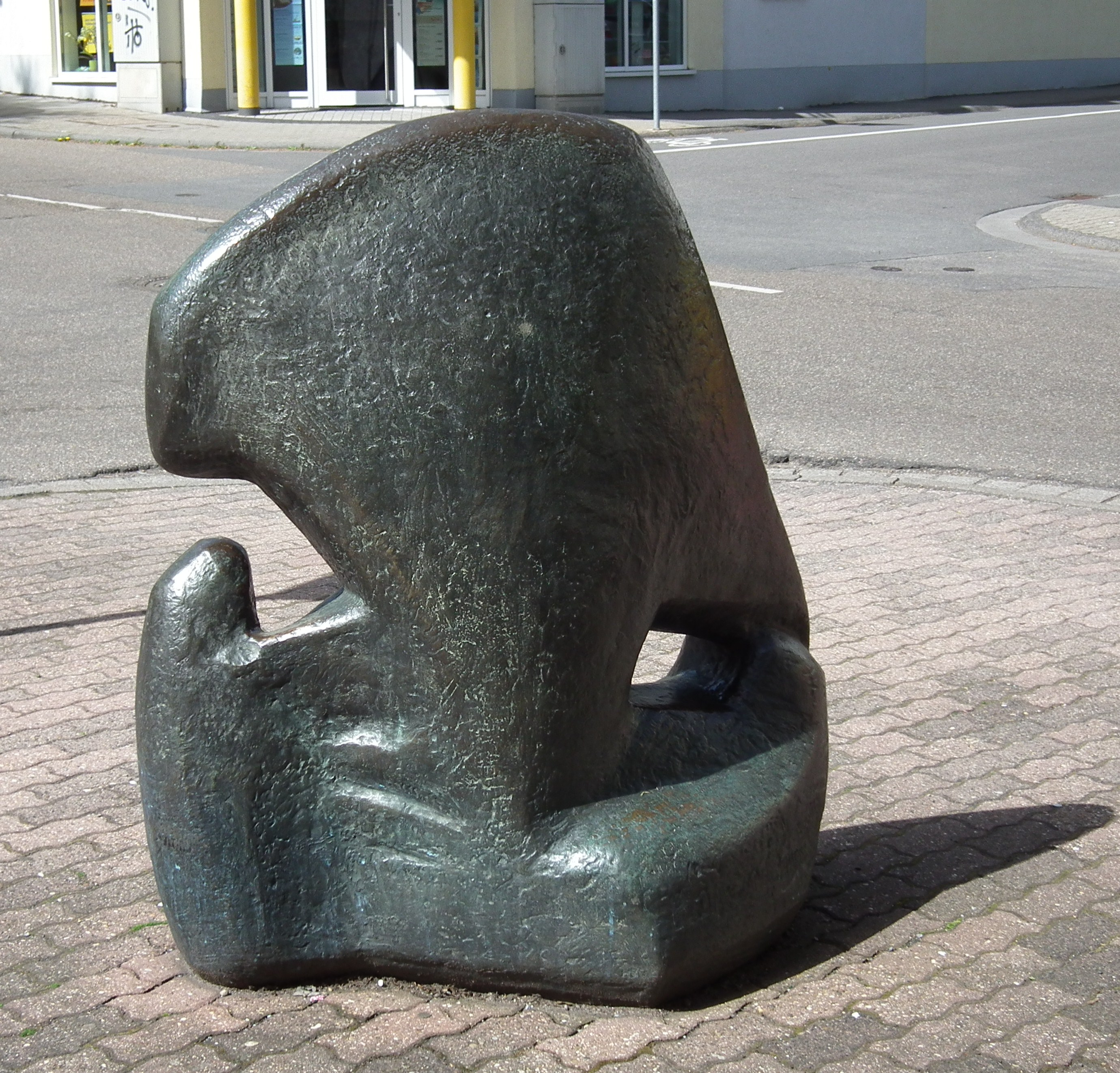
Az 1961-ben felállított „Tiermutter mit Jungen” nevet viselő szobra a németországi Wieslochban

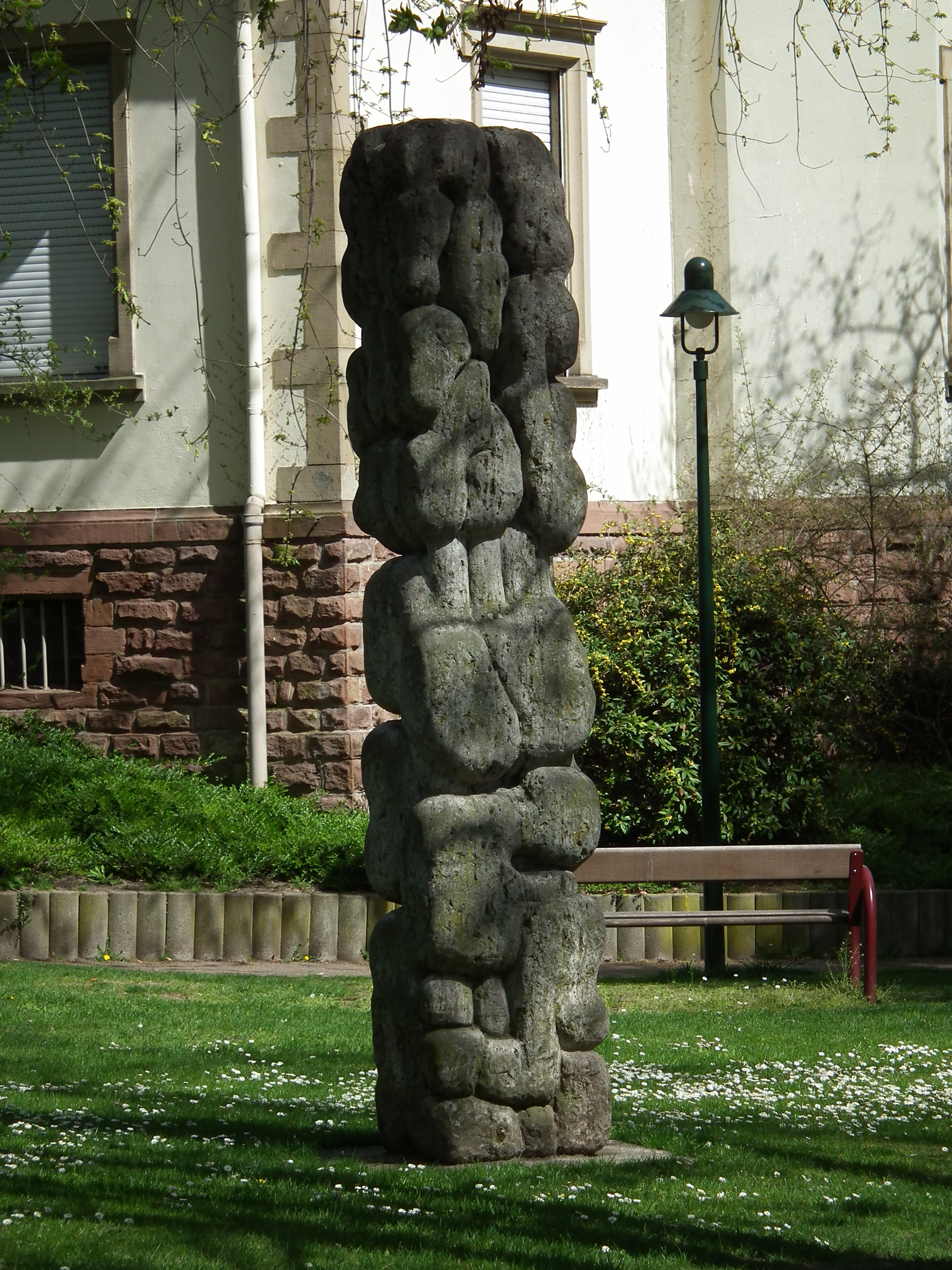
„Wachsendes Leben” nevet viselő szobra a németországi Wieslochban

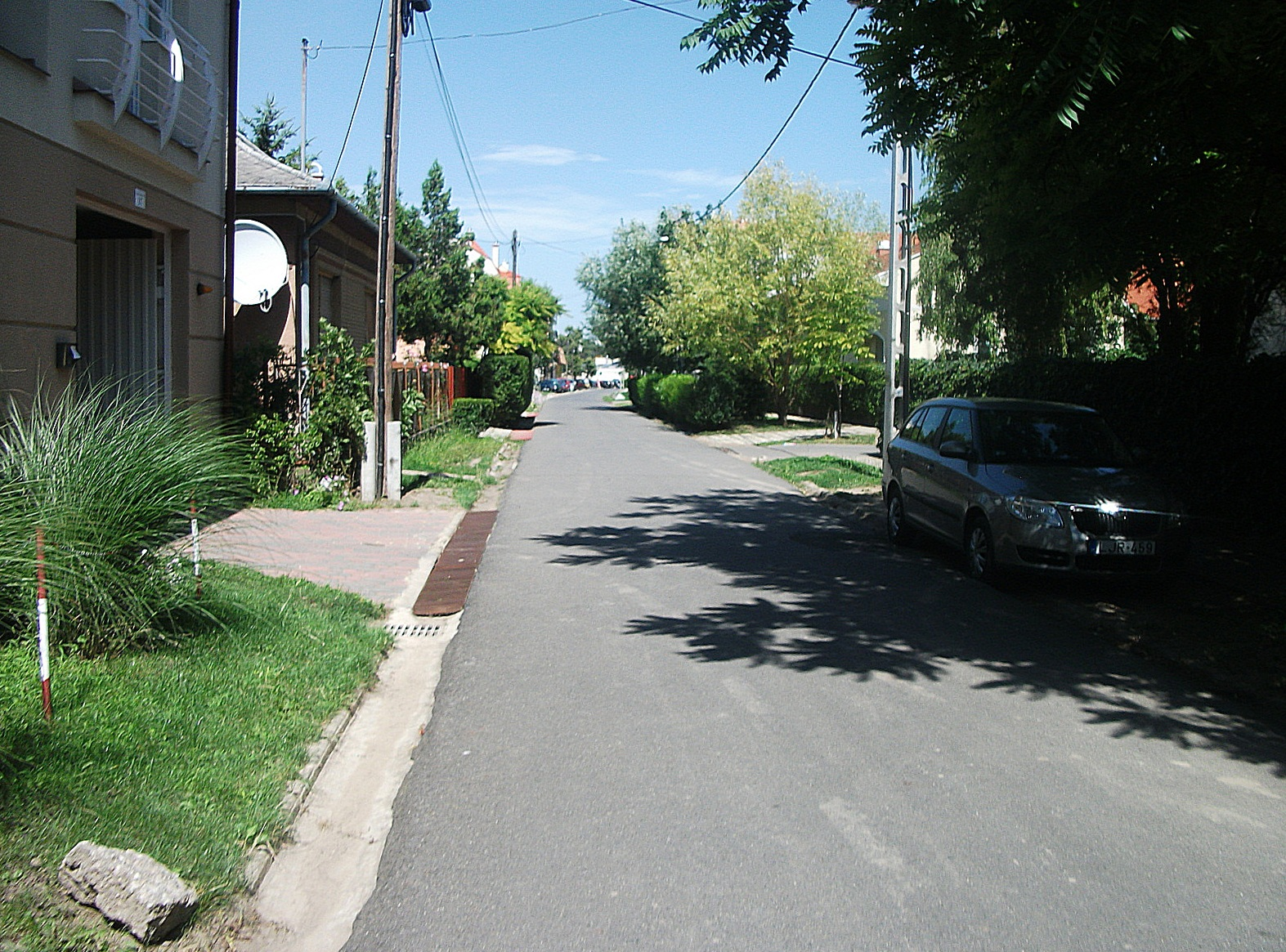
A szobrász nevét viselő utca Hajdúszoboszlón

Szabó László (Debrecen, 1917. szeptember 8. – Ravenel, 1984. december 17.) szobrász.

## Életútja
Szabó László tizennégy éves koráig Hajdúszoboszlón, majd Debrecenben élt, és ott is érettségizett le. 1940 és 1943 között jogot tanult a debreceni egyetemen. 
Amikor behívták katonai szolgálatra, néhány hónap után úgy döntött, megszökik. Balatonföldváron rejtőzködött, ahol úszómester volt. Miközben maga is veszélyben volt, lengyel menekülteket is bújtatott.

### Svájcban
Kalandos körülmények között jutott Svájcba, még a Rajnát is átúszta Bázelnél. Egy üldözött gyerekeket befogadó táborban lett nevelő, és ekkor kezdett köveket faragni.
A háború után Genfben, majd Lausanne-ban folytatta Debrecenben félbeszakított jogi tanulmányait. Érdeklődése azonban egyre inkább a művészetek felé fordult. Az egyetemi órák után festmények, szobrok tanulmányozásával töltötte idejét.

### Franciaországban
Első domborműve alapján 1947-ben ösztöndíjat kapott a párizsi Szépművészeti Akadémiára, ahová azonnal harmadévesnek vették fel, és egy esztendő elteltével már diplomát is kapott. A beauvais-i gótikus Szent Péter-katedrális helyreállítási munkáin dolgozott kőfaragóként. Mivel pénze nem sok volt, a katedrálisban lakott. 1949-ben részt vett a Salon de la Jeune Sculpture-ön, 1951-ben a Salon des Réalités Nouvelles-en.
1950-től a Montparnasse-negyedben, a rue Delambre 22-ben élt, ahol lakásában létrehozta búbos kemencére hasonlító „lakható szobrát”, amelyben valóban lakott is. Itt hozták létre részvételével a fiatal művészek Tizenötök Csoportja nevű társaságát. Egyik alapítója volt a L’Academie du Feu (A Tűz Akadémiája) nevet viselő műtermében szerveződött művészközösségnek is. Itt nemcsak a művészek találkozhattak egymással, hanem kiállításokat is rendeztek. Követői közé tartozott Etienne Martin La Demeure- (Lakóhely-) sorozatával, Székely Péter Beg Meil-i üdülőfalujával. Van olyan forrás, amely szerint Le Corbusier-re is hatott a Notre Dame du Haut (Ronchamp) tervezésekor.
1953-ban több hónapot töltött Kanada északi részén eszkimók között. Visszatérve bemutatta faragásaikat. 1956-ban Vaison la Romaine-ben többek között Jean Arppal és Calderrel, 1958-ban a párizsi Claude Bernard Galériában Henry Moore-ral, Henri Laurens-nal és Constantin Brâncuşival állított ki. Munkái együtt szerepeltek Pablo Picasso és Joan Miró festményeivel. Amikor már anyagilag rendezett életet élhetett, vásárolt néhány műtermet, és jelképes összegért bérbe adta őket rászoruló művészbarátainak.
Németországban több egyéni kiállítása is volt. 1970-ben a berlini Ben Wargin Galériában, 1971-ben a hamburgi Kunsthalléban és a mainzi múzeumban, 1973-ban a mannheimi Kunsthalléban. Münchenben az olimpiai falu szobordíszeire kiírt pályázat egyik nyertese is ő lett a Repülő halakkal. Ugyancsak a bajor fővárosban a Henrik herceg utcában áll a Nap-jelkép, az Ungerstrasse és a Fuchsstrase sarkán a Növekedés-jelkép, Mannheimben, a Kunsthalle parkjában egy hófehér mészkőóriás, Mainzban pedig a városháza előtt magasodik az Életfa. Szobrai számos városában kerültek a közterekre éppúgy, mint múzeumokba, magángyűjteményekbe. Kiállításai voltak Oslótól a Kanári-szigetek Lanzarotéjának San José-kastélyáig, a modern művészetek ottani otthonáig.
Magyarországon először 1968-ban volt kiállítása.

### Utolsó évei
Élete utolsó tizenhat évében az esztendő jelentős részét Hajdúszoboszlón töltötte szerettei körében. Ezalatt az idő alatt kétszáz művének különböző anyagban kivitelezett kisebb-nagyobb változatát rendelte meg a Képzőművészeti Kivitelező Vállalat műhelyeiben, és valutában fizetett értük.
A Saint-Justen-Chaussée melletti Ravenelben kastélyt vásárolt magának, amelyben elhelyezhette hatalmas méretű alkotásait. Amikor egészsége megrendült, Cannes fölött, Le Suquet-ben keresett menedéket. Rendszeresen hazajárt Hajdúszoboszlóra is. 1984 decemberében hunyt el, Ravenelben temették el.

## Emlékezete
Hajdani hajdúszoboszlói, Bocskai utcai házában magánmúzeum őrzi számos alkotását. A városban több köztéri szobrát is felállították, nevét viseli a Szabó László Alapfokú Művészetoktatási Intézmény.